# Трёхглавая мышца плеча
Трёхгла́вая мы́шца плеча́ (три́цепс, лат. musculus triceps brachii) — мышца-разгибатель задней группы плеча, занимает всю заднюю сторону плеча, состоит из трёх головок — длинной (caput longum), латеральной (caput laterale) и медиальной (caput mediale).

## Функция
- Разгибает плечо в плечевом суставе
- Приводит плечо
- Разгибает предплечье в локтевом суставе

## Крепление
Латеральная головка трицепса (caput laterale) начинается сухожильными и мышечными пучками на наружной поверхности плечевой кости. Медиальная головка трицепса (caput mediate) имеет мясистое начало на задней поверхности средней трети плеча. Длинная головка трицепса (caput longum) начинается сильным сухожилием от подсуставного бугорка лопатки. Образовавшаяся в результате соединения трёх головок мышца переходит в плоское широкое сухожилие (апоневроз), которое прикрепляется к локтевому отростку локтевой кости.

## Терминология
Трицепс (от triceps — «трёхглавый») — мышца, начинающаяся тремя связками (головками).

## Галерея

Анатомическое расположение (красным, жёлтым и зелёным соответственнo длинная, латеральная и медиальная головки)